# Lili Lili
Lili Lili es una deportista china que compite en lucha libre. Ganó una medalla de bronce en el Campeonato Mundial de Lucha de 2023, en la categoría de 65 kg.

## Palmarés internacional
| Campeonato Mundial | Campeonato Mundial | Campeonato Mundial | Campeonato Mundial |
| Año                | Lugar              | Medalla            | Categoría          |
| ------------------ | ------------------ | ------------------ | ------------------ |
| 2023               | Belgrado (Serbia)  | Medalla de bronce  | 65 kg              |